# Dorsa di 162173 Ryugu
Segue una lista dei dorsa presenti sulla superficie di 162173 Ryugu. La nomenclatura di 162173 Ryugu è regolata dall'Unione Astronomica Internazionale; la lista contiene solo formazioni esogeologiche ufficialmente riconosciute da tale istituzione.
I dorsa di Ryugu portano i nomi tratti da racconti e fiabe per bambini.
Sono tutte state identificate durante la missione della sonda Hayabusa 2, l'unica ad avere finora raggiunto Ryugu.

## Prospetto
| Dorsum        | Eponimo                                                     | Latitudine | Longitudine | Diametro |
| ------------- | ----------------------------------------------------------- | ---------- | ----------- | -------- |
| Ryujin Dorsum | Ryūjin - Drago marino che risiede nel castello di Ryūgū-jō. | 0° N       | 180° E      | 3,2 km   |